# Crkva sv. Ivana u Starom Gradu
Crkva sv. Ivana nalazi se u JI uglu nekadašnjeg Pharosa tj. Starog Grada na Hvaru.

## Opis
Krajem 4. st. gradi se prva ranokršćanska crkva s oktogonalnom krstionicom. Tijekom 6. st. dolazi do gradnje dvojnih ranokršćanskih crkava. Južna crkva danas je djelomično sačuvana, na njenom mjestu izgrađena je stambena kuća, u neposrednoj vezi s krstioničkim sklopom, koji je prezentiran kao arheološko nalazište. Sjeverna crkva koja je povezana s kultom martira (oltar je postavljen nad relikvijom mučenika) sačuvana je u punom volumenu kao jednobrodna svođena građevina. Crkve su bile opremljene kamenom plastikom iz bračkih radonica, unutrašnjost je bila oslikana freskama, a podovi ukrašeni mozaicima iz salonitanskih radionica.

## Povijest
Prva građevina na ovom mjestu sagrađena je u doba ranog kršćanstva na temeljima starije arhitekture. Istraživanjima je nađena apsida te prve crkve koju kasnije nasljeđuje nova crkva s krstionicom na južnoj strani. Sa sjeverne se strane nove ranokršćanske crkve zatim podiže još jedna čime nastaje dvojna bazilika. Današnja crkva je sjeverna građevina i prvotno je bila posvećena sv. Mariji dok je sv. Ivanu bila posvećena južna crkva. Stara je crkva sv. Ivana, zbog trošnosti, srušena početkom 20 st., a njezin je titular prešao na sjevernu crkvu sv. Marije.
Smatra se da je crkva sv. Marije bila beneficij hvarskog biskupa i stara župna crkva grada tj. prva hvarska katedrala.
Današnja crkva sv. Ivana (sv. Marije) u osnovi je ranokršćanska. Originalni zidovi su sačuvani do visine bačvastog ranoromaničkog svoda. Tada je i polukružna apsida, koja ima izvorni trijumfalni luk, dobila novu polukalotu. Apsida iznutra ima slijepe lukove, dio ranokršćanske arhitekture. Na južnom se zidu crkve nalaze vrata koja su povezivala dvije crkve. Pod zapadnog dijela prezbiterija je bio ukrašen mozaicima s geometrijskim motivima. Od stare oltarne pregrade sačuvali su se temelji isklesani od blokova antičkih bedema. Na pročelju su barokna vrata i četvrtasti prozori. Nad portalom je gotička rozeta, a na vrhu pročelja preslica za tri zvona. Na sjevernoj strani su dograđena vrata s gotičkim arhitektonskim ukrasima.
Južna crkva je bila jednobrodna građevina, nastala na starijoj crkvi, s polukružnom apsidom. U prostoru svetišta su otkriveni podovi s mozaicima s figuralnim prikazima. U apsidi se nalazio mozaik s prikazom kantarosa na kojem stoje golubice koje piju vodu – simbol euharistije koji je bio okrenut prema istoku tj. prema biskupu i svećenicima dok je prema vjernicima bio okrenut mozaik s prikazom izvora života u obliku kantarosa pored kojeg se nalaze dva pauna. Na bočnim stranama apside su stajala dva mozaika s prikazom kantarosa s viticama vinove loze. Motiv kantarosa iz kojeg izlaze vitice vinove loze i pored njega ptice je vrlo čest u ranom kršćanstvu  te je tijekom 6.st. prisutan na podnim mozaicima cijelog Sredozemlja. U srednjem vijeku je nad ovom crkvom sagrađena nova, manja crkvica pri čemu je zapadni dio stare crkve ostavljen otvoren (poput dvorišta). Iznad njega je u 19. st. sagrađena kuća kanonika Plančića u čijem su podrumu i danas vidljivi ranokršćanski zidovi. S južne strane crkve je bila krstionica od koje se sačuvao krsni zdenac (piscina) križnog oblika, ali je prva piscina bila oktogonalna. Uz tu se piscinu vežu ostaci prve ranokršćanske crkve koja se, na osnovu karakterističnog oktogonalnog oblika krsnog zdenca, datira u početak 5. st.
Pri arheološkim istraživanjima otkriveno je mnogo arhitektonske plastike od koje većina pripada crkvenom namještaju koji je rad domaćih majstora, a prema stilskim osobinama datira se u 6. stoljeće.

## Zaštita
Pod oznakom Z-6505 zavedena je kao nepokretno kulturno dobro - pojedinačno, pravna statusa zaštićena kulturnog dobra, klasificirano kao "sakralna graditeljska baština".

## Vanjske poveznice
|  | Zajednički poslužitelj ima još gradiva o temi Crkva sv. Ivana u Starom Gradu |